# Mostowo (Ostrołęka)
Pour les articles homonymes, voir Mostowo.
Mostowo (prononciation : [mɔsˈtɔvɔ]) est un village polonais de la gmina d'Olszewo-Borki dans le powiat d'Ostrołęka de la voïvodie de Mazovie dans le centre-est de la Pologne.
Il se situe à environ 12 kilomètres au nord-ouest d'Olszewo-Borki (siège de la gmina), 15 kilomètres au nord-ouest d'Ostrołęka (siège du powiat) et à 103 kilomètres au nord de Varsovie (capitale de la Pologne).
Le village compte approximativement une population de 100 habitants.

## Histoire
De 1975 à 1998, le village appartenait administrativement à la voïvodie d'Ostrołęka.